# U-854
 U-854  — немецкая подводная лодка типа IXC/40, времён Второй мировой войны. 
Заказ на постройку субмарины был отдан 5 июня 1941 года. Лодка была заложена 21 сентября 1942 года на верфи судостроительной компании АГ Везер, Бремен, под строительным номером 1060, спущена на воду 5 апреля 1943 года, 19 июля 1943 года под командованием капитан-лейтенанта Хорста Вейхера вошла в состав учебной 4-й флотилии. Лодка не совершала боевых походов. Затонула 4 февраля 1944 года в Балтийском море к северу от Свинемюнде, в районе с координатами 54°44′ с. ш. 14°16′ в. д. подорвавшись на минах. 51 член экипажа погиб, 7 выжили. 